# Òvul
L'òvul o ovocèl·lula, és la cèl·lula reproductora femenina, o gàmeta, en la majoria d'organismes anisògams (organismes que es reprodueixen sexualment amb un gàmet femení més gran i un altre més petit, masculí). El terme s'utilitza quan el gàmet femení no és capaç de moviment (no-mòbil). Si el gàmet masculí (esperma) és capaç de moure's, el tipus de reproducció sexual també es classifica com a oogàmica. Un gàmet femení immòbil format a l'oogoni d'algunes algues, fongs, oomicets o briòfits és una oosfera.

## Història
Tot i que l'ou animal no mamífer era obvi, la doctrina ex ovo omne vivum ("tot animal viu prové d'un ou"), associada amb William Harvey (1578–1657), també era un rebuig a la generació espontània i al preformacionisme. com una suposició atrevida que els mamífers també es reproduïen mitjançant ous. Karl Ernst von Baer va descobrir l'òvul de mamífers el 1827. La fusió d'espermatozoides amb òvuls (d'una estrella de mar) va ser observada per Oskar Hertwig el 1876.

## L'òvul en els animals
En els animals, les cèl·lules d'òvuls també es coneixen com òvuls (òvul singular, de la paraula llatina ovum que significa "ou"). El terme òvul en animals s'utilitza per a l'òvul jove d'un animal. En els vertebrats, els òvuls són produïts per gònades femenines (glàndules sexuals) anomenades ovaris. Una sèrie d'òvuls estan presents al néixer en els mamífers i maduren mitjançant l'oogènesi. El 2012, White et al. va desmentir el dogma de llarga data que tots els òvuls es produeixen abans del naixement. L'equip del Vincent Center for Reproductive Biology, Massachusetts, Boston va demostrar que la formació d'oòcits té lloc als ovaris de dones en edat reproductiva. Aquest informe desafiava una creença fonamental, mantinguda des de la dècada de 1950, que les femelles de mamífers neixen amb un subministrament finit d'ous que s'esgota al llarg de la vida i s'esgota a la menopausa.
En els animals ovípars, com a tots els ocells i la majoria de peixos, amfibis i rèptils; els òvuls desenvolupen una capa de protecció (la closca) i passen a través de l'oviducte fora del cos.
En els animals vivípars l'òvul és fecundat dins del cos de la femella i l'embrió aleshores es desenvolupa dins de l'úter fins al naixement.
Els òvuls són cèl·lules haploides que un cop fecundats pel gàmeta masculí formen el zigot. Tots els éssers vius en tenen.

##### Mamífers inclosos els humans
En tots els mamífers excepte els monotremes, l'òvul es fecunda dins del cos femení.
Els òvuls humans creixen a partir de cèl·lules germinals primitives que estan incrustades a la substància dels ovaris. Cadascun d'ells es divideix repetidament per donar secrecions de les glàndules uterines, formant finalment un blastocist.
L'òvul és una de les cèl·lules més grans del cos humà, normalment visible a ull nu sense l'ajuda d'un microscopi o un altre dispositiu d'augment. L'òvul humà mesura aproximadament 120 μm (0,0047 polzades) de diàmetre.

##### Ooplasma
L'ooplasma (també: oöplasm) és el rovell de l'òvul, una substància cel·lular al seu centre, que conté el seu nucli, anomenat vesícula germinal, i el nuclèol, anomenat disc germinal.
L'ooplasma consisteix en el citoplasma de la cèl·lula animal ordinària amb el seu espongioplasma i hialoplasma, sovint anomenat rovell formatiu; i el rovell nutritiu o deutoplasma, format per grànuls arrodonits de substàncies grasses i albuminoides incrustades al citoplasma.
Els òvuls de mamífers contenen només una petita quantitat del rovell nutritiu, per nodrir l'embrió només en les primeres etapes del seu desenvolupament. En canvi, els ous d'ocells contenen prou per subministrar al pollet nutrició durant tot el període d'incubació.

## Morfologia del gàmeta femení o òvul
És molt gran, pot arribar a 1,9 mm. Té un nucli prou gran, poca heterocromatina i un nuclèol ben evident.
Hi ha una regió entre les cèl·lules fol·liculars i l'òvul, és la zona pel·lúcida (zona transparent en llatí). Està formada per glicosaminoglicans (GAG), glicoproteïnes i glicopolisacàrids que tindran una intervenció important en la fecundació, en les primeres etapes. Vista al microscopi electrònic no es veu transparent. Està travessada per microvellositats de les cèl·lules fol·liculars i de l'òvul. A través d'aquestes, es fa el transport de substàncies en els 2 sentits. En mamífers és l'única coberta de l'òvul. Quan se solta l'òvul, està envoltat per la zona pel·lúcida i alguna cèl·lula fol·licular.
Al citoplasma de l'ovòcit, en la regió marginal (més apegada a la membrana) trobem actina monomèrica acumulada. Aquesta actina polimeritza amb l'arribada del 1r espermatozou i la seua polimerització fa que es formen microvellositats, que disminueixen la repulsió electroestàtica entre la membrana de l'òvul i la de l'espermatozou (l'actina polimeritza abans de l'arribada de l'espermatozou).
En aquesta regió també trobem grànuls corticals, que són vesícules que contenen enzims hidrolítics, glicosaminoglicans (GAG) i enzims oxidatius. Els enzims hidrolítics (pareguts als lisosomals) són proteases que jugaran un paper fonamental en l'entrada de l'espermatozou i en impedir l'entrada de més (evitar la polispèrmia). Una vegada s'ha produït el contacte de l'espermatozou amb la membrana, aquestes proteases són abocades a l'exterior i es fa una proteòlisi superficial. Els GAG en ser abocats i passar a un medi aquós, s'hidraten i augmenten de volum (s'unflen) i es forma una barrera de GAG entre la membrana i la zona pel·lúcida. Els enzims oxidatius, oxiden el GAG i augmenten la seua rigidesa. Es forma una barrera molt resistent al voltant de la membrana i així ajudar en la prevenció de la polispèrmia.

## Oòcit
Un oòcit o ovòcit és un gametòcit femella o cèl·lula germinal implicat en la reproducció biològica, en altres paraules, és un òvul immadur. Un oocist es produeix en l'ovari durant la gametogènesi de la femella. Les cèl·lules germinals de la femella produeixen una càl·lula primordial (PGC) que experimenta una divisió mitòtica per formar un oogoni. Durant l'oogènesi l'oogoni esdevé un oòcit primari.

## Formació

Diagrama que mostra la reducció del nombre de cromosomes en le procés de maduració de l'òvul.

La formació d'un oòcit s'anomena oocitogènesi, la qual és part de l'oogènesi. L'oogènesi resulta en la formació tant dels oòcits de primer ordre abans de néixer com dels oòcits de segon ordre, és part de l'ovulació.
| Tipus de cèl·lula | Ploidia  | Cromàtides/cromosomes | Procés                                     | Temps de completar                               |
| Oogoni            | diploide | 2n = 46               | Oocitogènesi (mitosi)                      | tercer trimestre                                 |
| Oocit primari     | diploide | 2n = 46               | Ootidogènesi (meiosi 1) (Fol·liculogènesi) | Dictiat en profase I fins l'ovulació             |
| Oocit secundari   | haploide | n = 23                | Ootidogènesi (meiosi 2)                    | Aturat en la metafase II fins a la fertilització |
| Ootide            | haploide | n = 23                | Ootidogènesi (meiosi 3)                    | Minuts després de la fertilització               |
| Òvul              | haploide | n = 23                |                                            |                                                  |

## Els òvuls en els vegetals

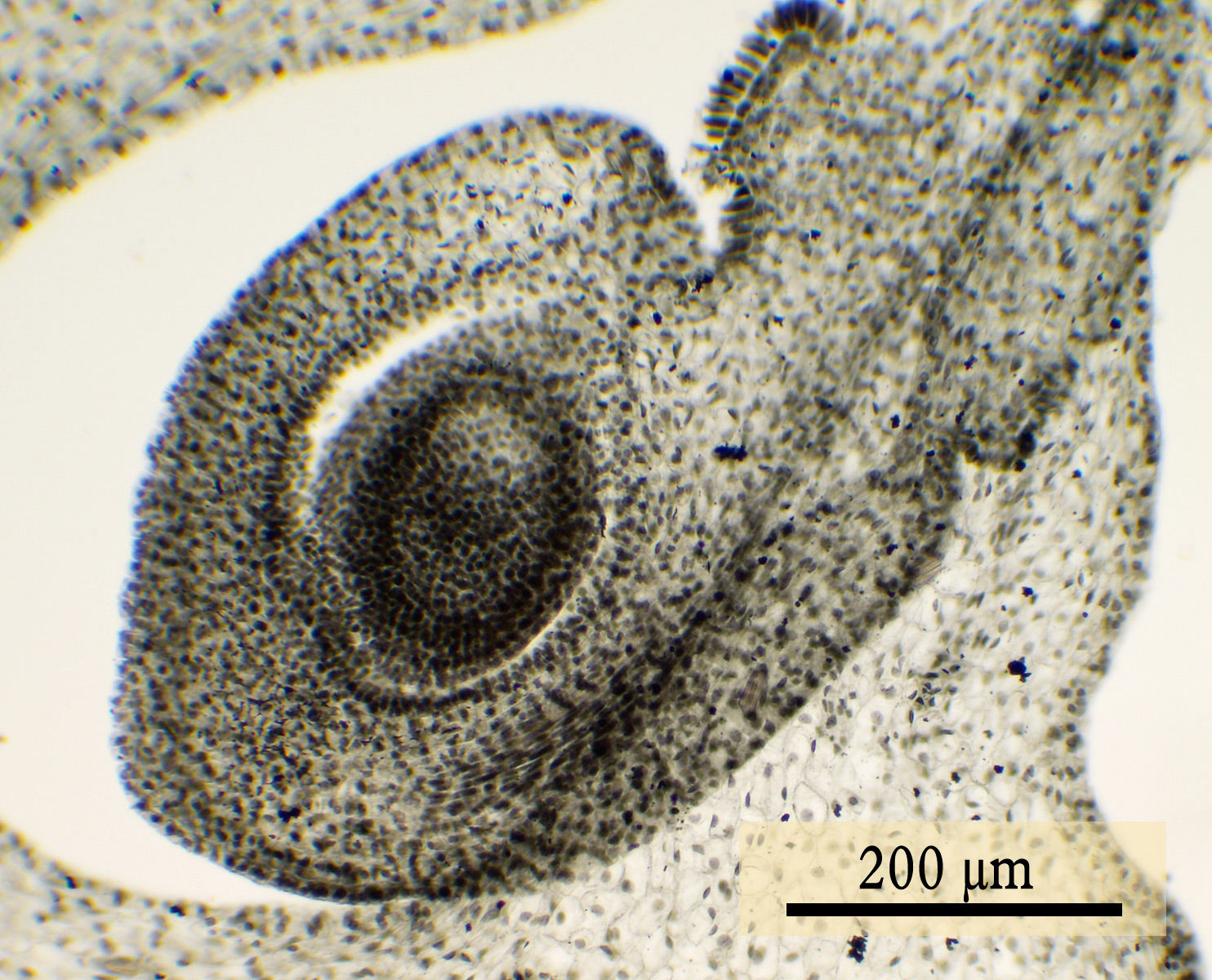
Microfotografia d'un òvul d'una monocotiledònia

Gairebé totes les plantes terrestres tenen generacions alternants diploides i haploides. Els gàmetes són produïts pel gametòfit, que és la generació haploide. El gametòfit femení produeix unes estructures anomenades arquegònies, i els òvuls es formen dins d'elles mitjançant mitosi. L'arquegonium briòfit típic consisteix en un coll llarg amb una base més ampla que conté l'òvul. En madurar, el coll s'obre per permetre que les cèl·lules espermàtiques nedin cap a l'arquegoni i fecundin l'òvul. El zigot resultant dona lloc a un embrió, que es convertirà en un nou individu diploide (esporòfit). A les plantes amb llavors, una estructura anomenada òvul conté el gametòfit femení. El gametòfit produeix un òvul. Després de la fecundació, l'òvul es converteix en una llavor que conté l'embrió.
A les plantes amb flor, el gametòfit femení (de vegades conegut com el sac embrionari) s'ha reduït a només vuit cèl·lules dins de l'òvul. La cèl·lula gametòfit més propera a l'obertura del micròpil de l'òvul es desenvolupa a la cèl·lula de l'ou. Després de la pol·linització, un tub de pol·len lliura esperma al gametòfit i un nucli espermàtic es fusiona amb el nucli de l'ou. El zigot resultant es converteix en un embrió dins de l'òvul. L'òvul, al seu torn, es converteix en llavor i, en molts casos, l'ovari de la planta es transforma en fruit per facilitar la dispersió de les llavors. Després de la germinació, l'embrió es converteix en una plàntula.